# Рядовковые
Рядо́вковые, или трихоломатовые (лат. Tricholomataceae) — одно из самых больших и сложных семейств грибов порядка Агариковые. К нему относятся до 2500 видов из более чем 100 родов — около трети всех пластинчатых грибов.
Некоторые исследователи выделяют группы родов рядовковых в отдельные семейства, такие, как Негниючниковые (Marasmiaceae), Миценовые (Mycenaceae); семейство же Гигрофоровые (Hygrophoraceae) напротив, иногда включается в Tricholomataceae.

## Описание
Плодовые тела шляпконожечные, чаще всего центральные, реже бывают эксцентрические, для некоторых родов (Panellus) характерно боковое положение ножки. Окраска и размеры плодовых тел разнообразны.
Шляпки разнообразной формы, у зрелых грибов от выпуклой до воронковидно-вдавленной, плотные или тонкомясистые.
Гименофор пластинчатый, приросший к ножке, часто низбегающий, реже свободный.
Покрывала чаще отсутствуют, для ряда представителей характерно наличие частного покрывала, оставляющего плёнчатое кольцо или волокнистую зону на ножке.
Споровый порошок светлых оттенков: от белого до кремового или сероватого. Споры округлые или эллиптические.

## Экологические особенности
Рядовковые растут почти повсеместно, относятся к различным экологическим группам.

## Наиболее известные представители
- род Armillaria — Опёнок
  - Armillaria affinis
  - Armillaria borealis
  - Armillaria bulbosa
  - Armillaria cepistipes — Опёнок луковковидный
  - Armillaria gallica
  - Armillaria mellea — Опёнок настоящий
  - Armillaria ostoyae
  - Armillaria tabescens — Опёнок ссыхающийся
- род Baeospora — Беоспора
  - Baeospora myosura — Беоспора мышехвостая
- род Calocybe — Калоцибе
  - Calocybe carnea
  - Calocybe gambosa — Рядовка майская
  - Calocybe ionides
  - Calocybe persicolor
- род Camarophyllus — Камарофиллус
  - Camarophyllus pratensis
- род Catathelasma — Катателазма
  - Catathelasma imperiale — Катателазма царская
- род Cantharellula — Кантареллула
  - Cantharellula umbonata
- род Clitocybe — Говорушка, или Клитоцибе
  - Clitocybe clavipes — Говорушка булавоногая
  - Clitocybe connata
  - Clitocybe cyathiformis — Говорушка бокаловидная
  - Clitocybe dealbata — Говорушка беловатая
  - Clitocybe fragrans — Говорушка благоухающая
  - Clitocybe geotropa — Говорушка подогнутая
  - Clitocybe gibba — Говорушка ворончатая
  - Clitocybe gilva — Говорушка буро-жёлтая
  - Clitocybe metachroa — Говорушка бледноокрашенная
  - Clitocybe nebularis — Говорушка дымчатая
  - Clitocybe nuda — Рядовка фиолетовая
  - Clitocybe odora
  - Clitocybe rivulosa — Говорушка красноватая
- род Collybia
  - Collybia butyracea — Коллибия масляная
  - Collybia cirrhata — Коллибия кудрявая
  - Collybia dryophila — Коллибия лесолюбивая
  - Collybia fusipes — Коллибия веретеноногая
- род Crinipellis — Кринипеллис
- род Flammulina — Фламмулина
  - Flammulina velutipes — Опёнок зимний
- род Gerronema — Герронема
- род Gymnopus
- род Laccaria — Лаковица
  - Laccaria amethystea — Лаковица аметистовая
  - Laccaria laccata — Лаковица лаковая
  - Laccaria proxima
- род Lentinula — Лентинула
  - Lentinula edodes
- род Lepista — Леписта
  - Lepista flaccida
  - Lepista irina
  - Lepista saeva
  - Lepista sordida
- род Leucopaxillus
- род Lyophyllum — Лиофиллум
  - Lyophyllum connatum — Рядовка сросшаяся
  - Lyophyllum decastes — Рядовка скученная
  - Lyophyllum shimeji
- род Marasmius — Негниючник
  - Marasmius alliaceus — Чесночник большой
  - Marasmius androsaceus — Негниючник тычинковый
  - Marasmius bulliardii — Опёнок сырный
  - Marasmius epiphyllus — Опёнок жилисто-пластинчатый
  - Marasmius oreades — Опёнок луговой
  - Marasmius rotula — Негниючник колесовидный
  - Marasmius scorodonius — Чесночник обыкновенный
  - Marasmius wynnei
- род Megacollybia — Мегаколлибия
  - Megacollybia platyphylla
- род Melanoleuca
  - Melanoleuca cognata
  - Melanoleuca melaleuca
- род Mycena — Мицена
  - Mycena adonis
  - Mycena crocata
  - Mycena epipterygia
  - Mycena galericulata
  - Mycena galopus
  - Mycena polygramma
  - Mycena pura — Мицена чистая
  - Mycena rosea — Мицена розовая
- род Omphalina — Омфалина
- род Oudemansiella — Удемансиелла
  - Oudemansiella mucida — Удемансиелла слизистая
- род Panellus — Панеллюс
  - Panellus serotinus — Панеллюс поздний
- род Rickenella — Рикенелла
  - Rickenella fibula — Рикенелла вдавленная
- род Strobilurus — Стробилурус
  - Strobilurus esculentus
- род Tricholoma typus — Рядовка, или Трихолома
  - Tricholoma acerbum
  - Tricholoma album — Рядовка белая
  - Tricholoma argyraceum
  - Tricholoma caligatum — Рядовка обутая
  - Tricholoma matsutake — Мацутаке
  - Tricholoma equestre — Зеленушка
  - Tricholoma magnivelare — Рядовка массивная
  - Tricholoma pardinum — Рядовка тигровая
  - Tricholoma ponderosum
  - Tricholoma populinum — Рядовка тополиная
  - Tricholoma portentosum — Рядовка серая
  - Tricholoma saponaceum — Рядовка мыльная
  - Tricholoma scalpturatum — Рядовка резная
  - Tricholoma sejunctum — Рядовка отличающаяся
  - Tricholoma sulphureum — Рядовка серная
  - Tricholoma terreum — Рядовка землистая
  - Tricholoma ustale — Рядовка опалённая
- род Tricholomopsis — Трихоломопсис
  - Tricholomopsis decora
  - Tricholomopsis rutilans — Рядовка жёлто-красная
- род Xeromphalina — Ксеромфалина